# Zillertaler Haderlumpen
Zillertaler Haderlumpen waren eine österreichische Musikgruppe, die dem Bereich der volkstümlichen Musik zuzuordnen ist.
Sie wurde 1987 im Zillertal, Tirol/Österreich gegründet und hat sich im August 2022 aufgelöst.

## Die Band
- Vitus Amor; Veitl (* 15. Januar 1971)
- Reinhard Fankhauser; Hölli (* 27. Juli 1970)
- Peter Fankhauser; Hummel (* 25. Januar 1970)

In den ersten Jahren wurde hauptsächlich für Tanzveranstaltungen in Zillertaler Gastronomiebetrieben musiziert. Mit der Zeit ist die Gruppe aber weit über die Grenzen des Zillertals hinaus bekannt geworden, da sich auch ihr Repertoire vom volkstümlichen Schlager über Rock bis zum Pop entwickelt hat.
Zunehmend traten sie bei großen Open-Air-Veranstaltungen (z. B. TuS Liepe 2008) und im deutschen und österreichischen Fernsehen auf. Für den Grand Prix der Volksmusik 2007 des ORF hatte sie sich beim österreichischen Vorentscheid auf Platz 1 qualifiziert. Am 25. August 2007 konnte die Gruppe bei der Internationalen Entscheidung mit den Sängerinnen Sigrid & Marina schließlich mit 34 Punkten den Grand Prix der Volksmusik 2007 gewinnen. Damit holte die Formation zum siebten Mal den Grand Prix der Volksmusik nach Österreich.

## Diskografie
- 1994: Zillertaler Hexentanz
- 1994: Man sagt ja nix
- 1994: I bin a Haderlump
- 1994: Bauchweh
- 1995: Das Herz der Alpen
- 1997: 10 Jahre
- 1998: Auf Tour
- 1999: Haderlumpenzeit
- 2000: Heut ist unser Tag
- 2001: Solala
- 2002: Almwiesen
- 2002: 15 Jahre
- 2003: Jetzt waht a anderer Wind
- 2003: Das Beste
- 2003: Weisse Weihnacht
- 2004: Frei sein
- 2006: Der Tag beginnt mit dir
- 2007: Jodeln, singen, fröhlich sein
- 2007: Wie sie früher waren; mit Sigrid und Marina
- 2007: Alles hat 2 Seiten; mit Sigrid und Marina (AT: Gold)
- 2007: 20 Jahre (AT: Gold)
- 2008: 1, 2 oder 3000 Jahre (AT: Gold)
- 2009: 2 Herzen eine Ewigkeit
- 2010: Uh’ Jemmine (AT: Gold)
- 2011: Aufeinander Zua (AT: Gold)
- 2012: Gewaltig
- 2014: Alle Miteinander
- 2015: Alles ist gut
- 2018: Urig + Echt

## Belege
1. ↑  Abschiedskonzert 2022: UNSER LETZTES KONZERT
2. ↑  zillertalerzeitung.at